# Pierre Noé
Pierre Noé, né le 22 juin 1926 et mort le 20 août 2014, est un homme politique français. Membre du Parti socialiste, il est sénateur de l’Essonne.

## Biographie
Pierre Noé exerçait le métier d’ingénieur. Il est élu sénateur de l’Essonne le 25 septembre 1977, il reste en fonction pour un mandat jusqu’au 1er octobre 1986.